# Celestin Werner
Joseph Gottfried Werner, později známý jako Celestin Werner (10. března 1735, Horní Slavkov – 24. listopadu 1813, Nebřeziny) byl poslední opat cisterciáckého kláštera v Plasích v letech 1779–1785.
Narodil se v roce 1735 v Horním Slavkově manželům Johannu Davidovi a Marii Margaretě Wernerovým. V letech 1771–1776 přednášel na pražském arcibiskupském semináři Bernardinum a po smrti opata Fortunáta Hartmanna v roce 1779 byl zvolen opatem v Plasích. Po uzavření kláštera žil ve 2,5 km vzdálených Nebřežinách, které byly součástí fary Plasy a kde zemřel v roce 1813. Byl pochován na hřbitově u kostela Sv. Václava v Plasích na druhé straně (dnes Plzeňské) ulice od jeho opatství.

## Plaský opat
V létě 1781 bylo odhaleno spiknutí tehdejšího kralovického faráře Aemiliána Petrasche a administrátora v Plané, Amanda Sequense. Jejich cílem bylo opata Wernera otrávit, motivem u Sequnse byla fara, kterou opat, ač ji Sequensovi přislíbil, dal jinému. U Petrasche bylo zdrojem nenávisti údajné utiskování ze strany opata již v noviciátě, taktéž tvrdé vedení kláštera i pocit osobního zneuznání. Do architektonického dědictví opatství v Plasích se opat zapsal velmi skromně – vinnými sklepy mezi sýpkami a prelaturou.
Rozhodnutím z 9. listopadu 1785 byl plaský klášter Josefem II. zrušen, majetek kláštera připadl správě Náboženského fondu. Opat Werner si směl ponechat jen věci opatřené jeho znakovým štítkem či vyrobené právě pro něj.
Při zrušení kláštera věnoval opat Werner krucifix Matyáše Bernarda Brauna z letního refektáře a osm monumentálních obrazů od Jakuba Antonína Pinka se starozákonními motivy vztahujícími se k jídlu a pití kostelu v rodném Horním Slavkově.
Dne 6. března 1786 požádal opat spolu s převorem a podpřevorem jménem ostatních řeholníků, aby se mohli stát diecézními kněžími. Arcibiskup Příchovský povolil opatu Wernerovi právo pontifikálií, tj. právo nosit odznaky a roucha.
Opat Werner žil v klášteře do roku 1788, kdy za 452 zlatých konvenční měny koupil 1. května dům po plaském stavebníku M. O. Kondelovi v Nebřezinách. V domě žil čtvrt století, v závěti jej i se zahradou odkázal své neteři a jejímu manželovi, Josefu a Terezii Gütterischovým, kteří mu po 29 let vedli polní i domácí hospodářství.

## Pokusy o obnovení kláštera
Opat Werner se dlouhá léta a nikoliv beznadějně snažil o obnovení kláštera, jeho snahy neuspěly především pro neochotu bývalých mnichů vrátit se zpět do konventu. Zemské stavy totiž po smrti císaře Josefa II. žádaly obnovení těch zrušených klášterů, které vedli opati se zastoupením na zemském sněmu, aby úmrtím opatů nedošlo k oslabení hlasu duchovních. Opatu Wernerovi, zemskému infulovanému prelátu s místem na zemském sněmu, bylo místo potvrzeno i dvorním dekretem z 5. března 1787. Zemský výbor předložil na začátku listopadu 1790 císaři návrh na obnovení klášterů, které zatím nebyly využívány pro veřejné účely či nebyly zbořeny. Císař do týdne přislíbil zastavení pronájmu statků plaského, doksanského a chotěšovského kláštera. V lednu roku 1792 na návrh dvorské duchovní komise však rozhodl, že pro příště nebudou takové návrhy vůbec přijímány.
Opat se pokusil v roce 1798 do kláštera usadit řád trapistů, ale neuspěl a francouzští řeholníci byli přechodně usazeni do Kladrub. Další žádost o obnovení kláštera směřoval opat přímo císaři, načež zvláštní komise přezkoumala stav kláštera a shledala jej nevhodným pro využití jako kasárna. V lednu 1803 byl opat Werner vyzván, aby předložil písemné vyjádření žijících členů konventu, že žádají obnovení kláštera. Z původních šedesáti mnichů odpovědělo kladně pouze 14, jiní vůbec neodpověděli, další chtěli dále působit v pastoraci, několik již bylo zdravotně nezpůsobilých a tři odpověděli záporně. Klášter již nebyl nikdy obnoven.

## Klášterní poklad
Podle pověsti se opat Werner v létě roku 1785 rozhodl uschovat část majetku kláštera, protože Josef II. rušil řadu klášterů a měl být zrušen i ten plaský. Předpokládal, že vláda císaře Josefa II. nebude trvat věčně a klášter bude následně obnoven a použije ukrytého bohatství na svoji obnovu a rozvoj.
Podle jedné verze pověsti zazdil starý a při pracích pro klášter osvědčený zedník Křížek s pomocí samotného opata Wernera a jeho komorníka Sinkuleho v podzemí budovy konventu řadu sudů se zlatými a stříbrnými mincemi, zlatými soškami, monstrancemi a dalšími cennostmi. Křížka k místu práce i zpět vedli dlouho se zavázanýma očima a byl zavázán smrtelnou přísahou k mlčení. Tajemství držel i po zrušení kláštera a smrti Wernera i Sinkuleho. Až na své smrtelné posteli svým dětem prozradil, že poklad je ukryt tam, kde je nejsilněji slyšet klapot klášterního mlýna.
Podle druhé verze byl při zazdívání přítomen kromě opata Wernera a komorníka Sinkuleho i další mnich, práce vykonali dva zedníci z Nebřezin. Zajímavé je, že se ve dvou zednických rodinách v Nebřezinách držela tradice o pradědech, kteří poklad zazdívali.